# Rovolo
Rovolo  è una piccola frazione dell'Appennino modenese nel comune di Frassinoro, a circa 850 metri sul livello del mare e con una popolazione di 82 abitanti residenti. Prime notizie sulla località risalgono al 1200, quando apparteneva al Vescovo di Reggio Emilia, per poi passare nel 1300 ai Montecuccoli ed infine, nel secolo successivo, a Montefiorino.
Nel villaggio, che in alcune parti conserva ancora l'aspetto medievale ed una architettura tipica dell'epoca, degna di nota è la chiesa dedicata a San Prospero risalente a prima del 1476, ma più volte rimaneggiata e l'adiacente torre campanaria. Una data, scolpita su un blocco, indica che alcuni lavori vennero eseguiti nel 1626..